# Incidente ferroviario di Fermo
L'incidente ferroviario di Fermo, conosciuto anche come incidente ferroviario della Torretta, è stato un incidente ferroviario verificatosi la mattina del 26 novembre 1930 a Fermo.

## Il treno
Il treno elettrico percorre per la prima volta la Vallata del Tenna il 10 giugno 1928, utilizzando il sistema di DC a 2600 V. Per il servizio nella diramazione di centro Fermo, detto "Tronchetto", vengono utilizzate le elettromotrici n. 21, 22 e 23, costruite dal Tecnomasio Italiano Brown Boveri e dalla Carminati & Toselli. Con i loro 11 m di lunghezza possono ospitare fino a 32 passeggeri: 8 posti di prima classe e 24 di terza. Pesano 27,5 tonnellate e sono dotate due sistemi frenanti: uno ad aria Westinghouse, e l’altro elettrico da usare solo in caso di emergenza.

## Cronologia

### La partenza
Il 26 novembre 1930, alle 08:35, il treno n. 9, composto unicamente dall’elettromotrice n. 21, parte dal Capolinea di Largo Temistocle Calzecchi Onesti con a bordo una ventina di passeggeri. Quando il macchinista Antonio Scibella percorre viale Vittorio Veneto iniziano i problemi: dalle cronache dell’epoca il treno non riesce a effettuare la fermata obbligatoria del tunnel sotto villa Vinci.

### L'incidente
Appena uscito dalla galleria il treno affronta la discesa rettilinea di viale XX Settembre. In questo tratto acquista sempre più velocità fino a quando arriva alla stretta curva della Torretta. Il treno deraglia e sfonda il muretto e, andando in caduta libera per una decina di metri, sventra le due case sottostanti.

## Cause
L’inchiesta giudiziaria venne avviata il 27 novembre, ma oggi, a distanza di più di 90 anni, non si è riusciti a capire le cause di tale incidente.
L’unica certezza è l’esclusione dell’errore umano, dato che il macchinista Gazzini era pratico sulla linea e dell’elettromotrice, tanto che nelle ore prima dell’incidente egli stesso condusse due treni viaggiatori con la stessa motrice e sulla stessa linea. L’ipotesi più probabile è che ci fu un’avaria tecnica al sistema frenante.

## Soccorsi

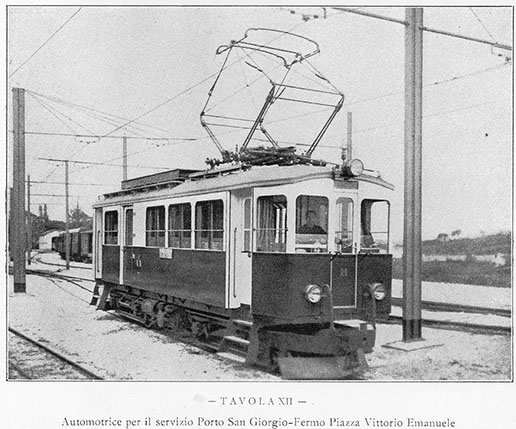
L'elettromotrice n.21 nel 1928 a Fermo.

Le operazioni di soccorso iniziano subito ad opera dei passanti, che verranno coadiuvati dai soldati del Presidio, dalla Croce Bianca, dai Carabinieri e da una squadra di operai della ferrovia guidati dal direttore della linea, ingegner Pasquale Barbati, studenti e professori dell’Istituto Tecnico Industriale Montani.

## Vittime
Sette persone morirono sul colpo e una dopo pochi giorni; altre dieci persone vennero ferite, tra cui anche il macchinista, che rimase paralizzato.
I nomi delle vittime, così come scritti sulla targa dedicata loro dalla città di Fermo sono:
- Ferruccio Alesiani;
- Giuseppe Fiacconi;
- Wera Lepri;
- Lino Tomassini;
- Vincenzo Carloni;
- Torquato Lardani;
- Antonio Silvestri;
- Pio Vittoriangeli.

## Impatto sociale
Questa tragedia fece eco in tutta la nazione, tanto che la copertina de "La Domenica del Corriere" del 14 dicembre 1930 presenta l’illustrazione di tale incidente, ad opera di Achille Beltrame.